# The Iron Bridge

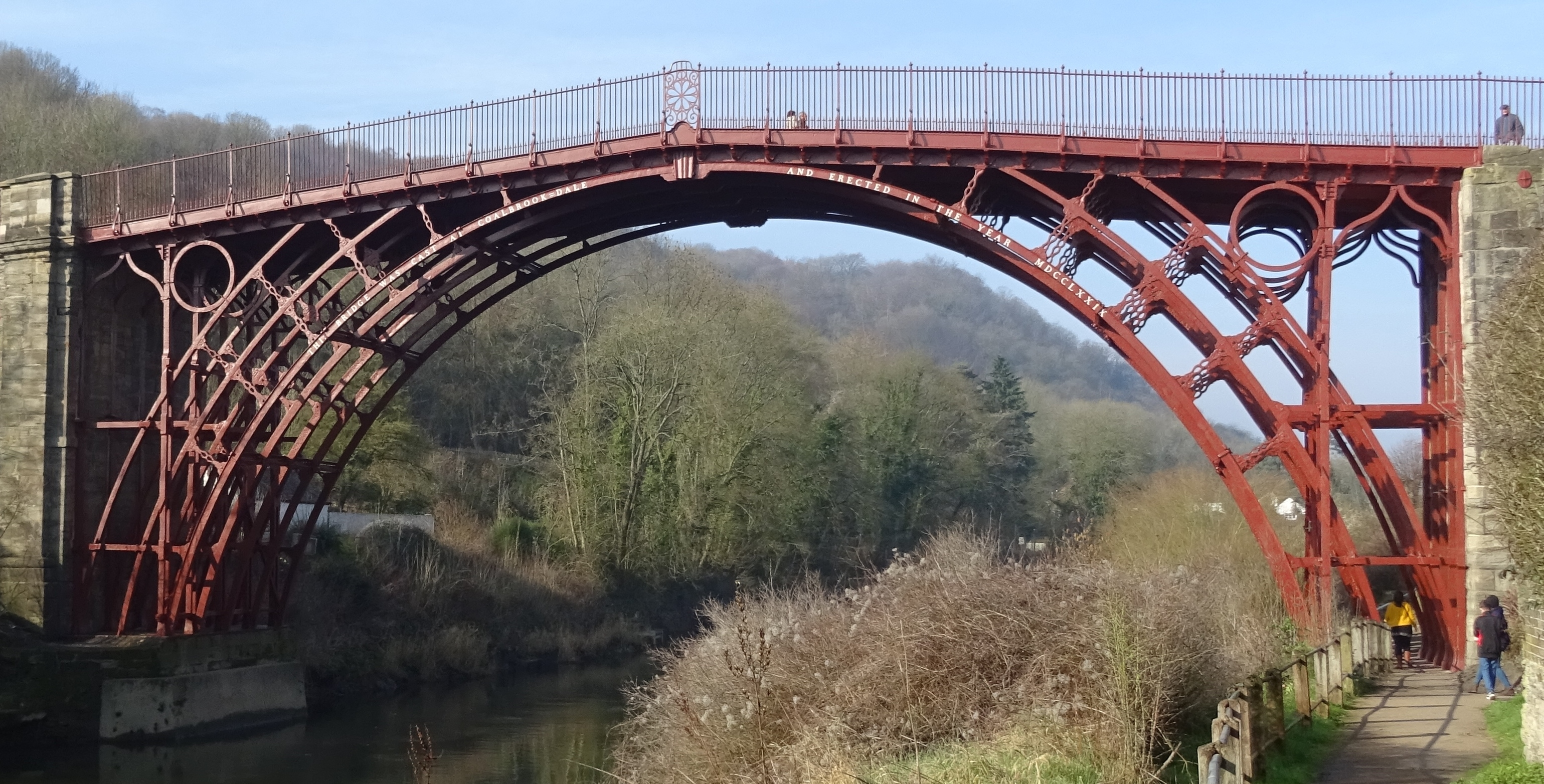
Gusseisenbrücke über den Severn
(Seit 2019 in Rotbraun)

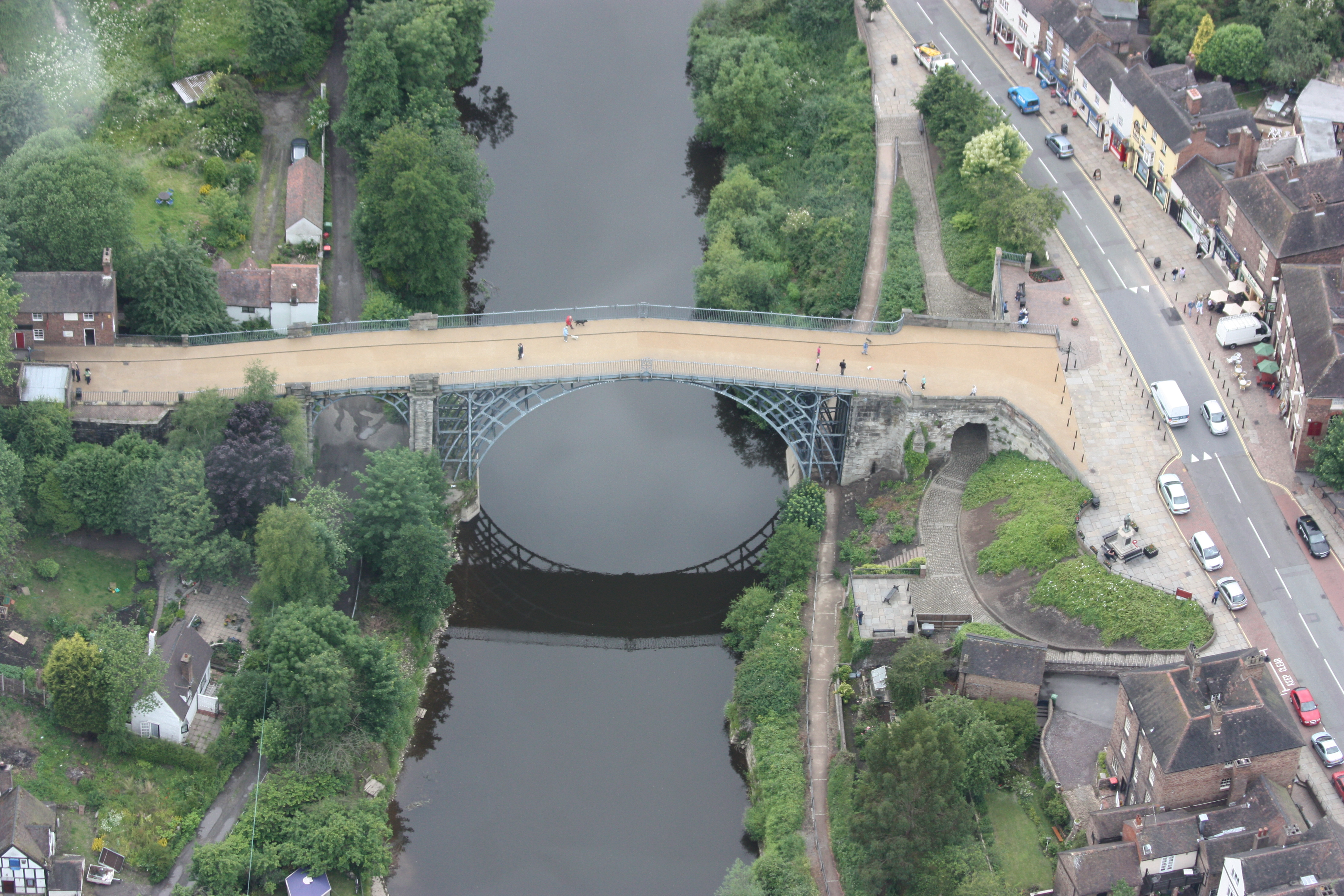
Luftaufnahme aus dem Jahr 2008

Die Iron Bridge ist die erste gusseiserne Bogenbrücke der Welt. Sie überspannt seit 1779 den Severn bei dem nach ihr benannten Ort Ironbridge südlich von Coalbrookdale in Shropshire, England. Sie wurde deshalb ursprünglich (und wird gelegentlich noch) Coalbrookdale Bridge genannt. Die ursprünglich als Severn Gorge bezeichnete Schlucht erhielt den Namen Ironbridge Gorge. Die Ironbridge Gorge, zusammen mit der Brücke und den Industrieansiedlungen des Orts Ironbridge, steht seit 1986 auf der UNESCO-Liste des Weltkulturerbes. 2024 betrug die Besucherzahl etwa 36.000 Personen.

## Beschreibung

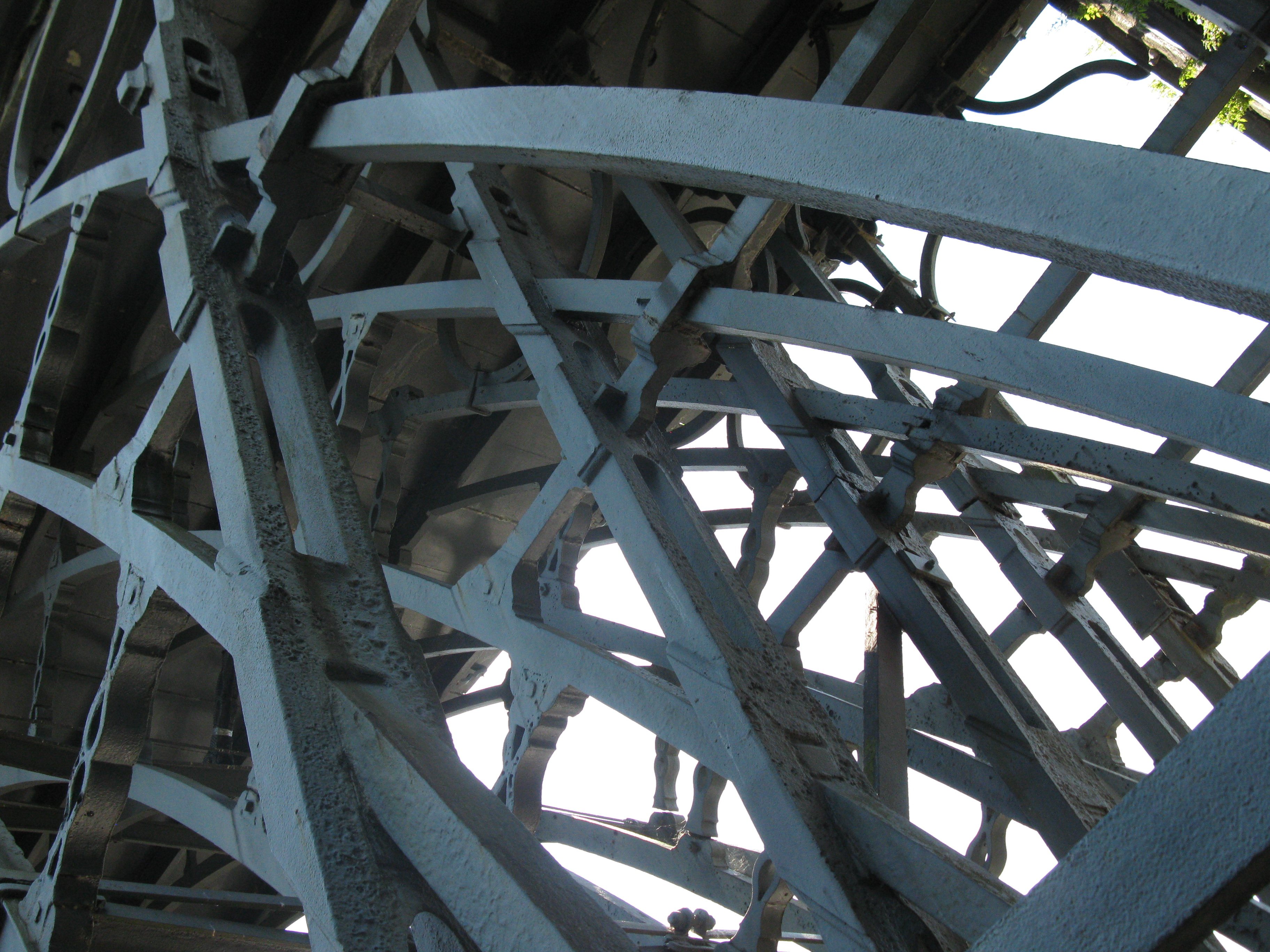
Detailansicht von unten

Die Brücke besteht aus einem Bogen von 30,62 m Stützweite bei 12,8 m Bogenhöhe. Jeder ihrer fünf, 1,49 m von Mitte zu Mitte entfernten Träger ist aus drei konzentrischen, durch Radialsprossen mittels Bolzen unter sich verbundenen Bogen gebildet. Der innere derselben besteht nur aus zwei im Scheitel des Bogens zusammengesetzten Stücken. In den Zwickeln befinden sich gusseiserne Ringe, die in späteren Brücken als wesentliche tragende Elemente verwendet wurden. Die Bogen ruhen auf 40 cm dicken gusseisernen, durch Mauerwerk unterstützten Platten, die außerdem senkrechte, durch Querstangen verbundene Stützen aufnehmen, durch welche die beiden äußeren Bögen gehen und zugleich versteift werden. Die auf diesen Stützen und Bögen ruhende Fahrbahn bestand aus gusseisernen Platten, worüber eine Decklage aus Ton und Kohlenschlacken ausgebreitet war.
Die Brücke besteht im Wesentlichen aus 482 Gussteilen, zählt man die Verkleidungen und Geländer hinzu, sind es insgesamt 1736 Gussteile.

## Geschichte

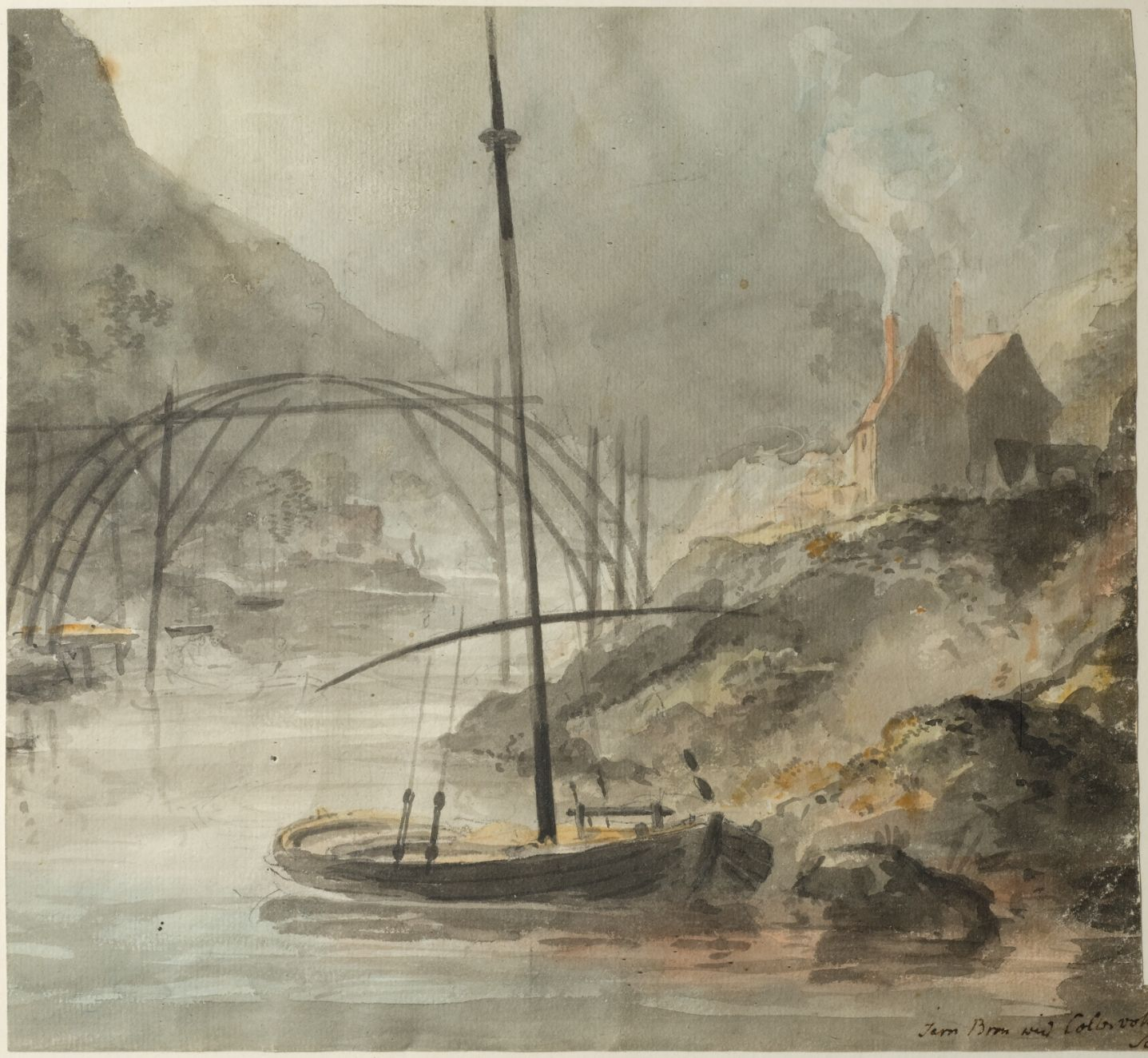
Die Bauarbeiten auf einem Aquarell von Elias Martin (Juli 1779)

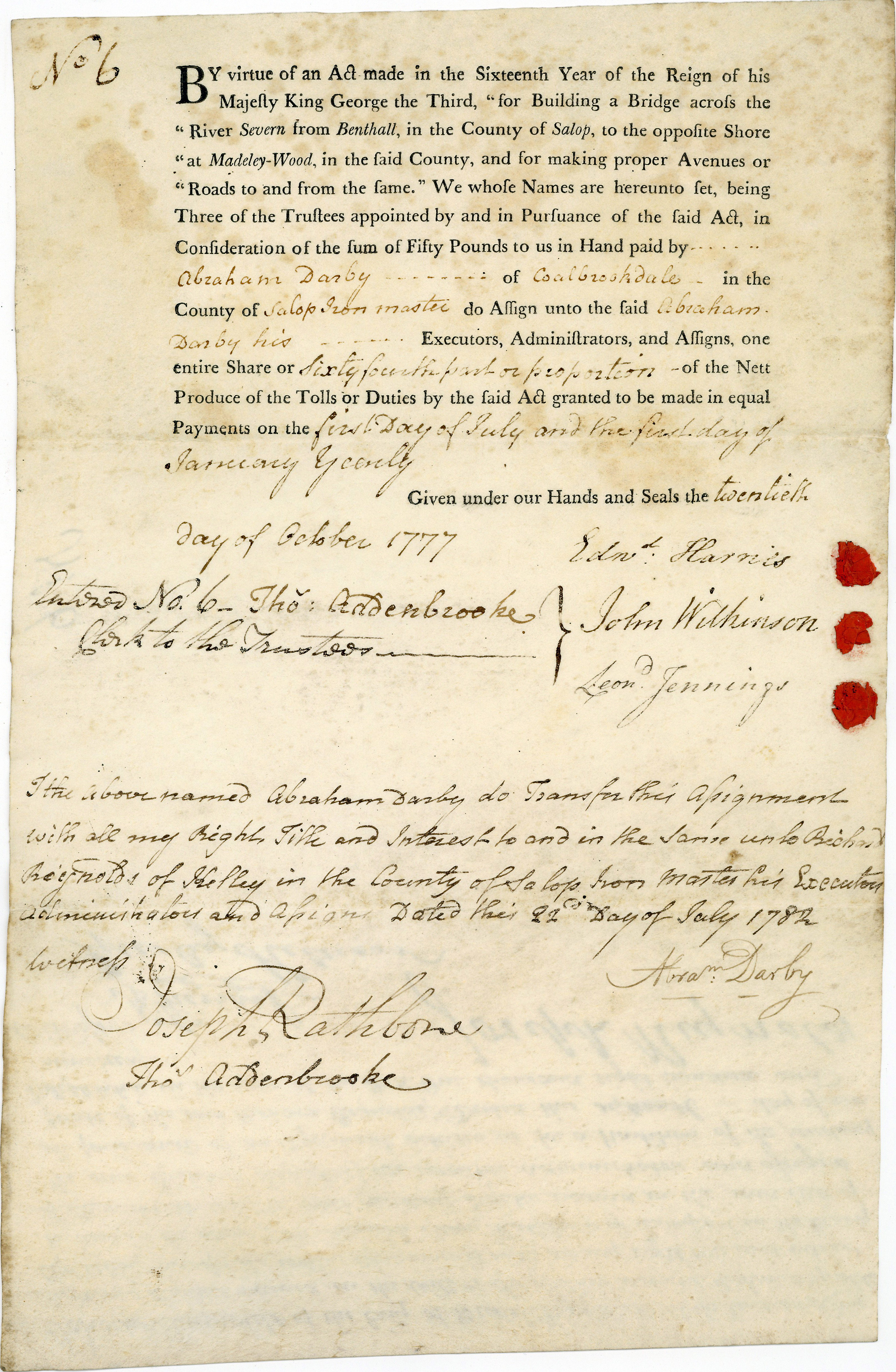
Gründeraktie der „Company for Building a Bridge across the River Severn“ (Ironbridge) über 1/64 Anteil (50 Pfund), ausgestellt am 20. Oktober 1777. Die auf Tierhaut gedruckte Aktie gehörte dem Unternehmensgründer Abraham Darby III, der sie auch original signiert hat.

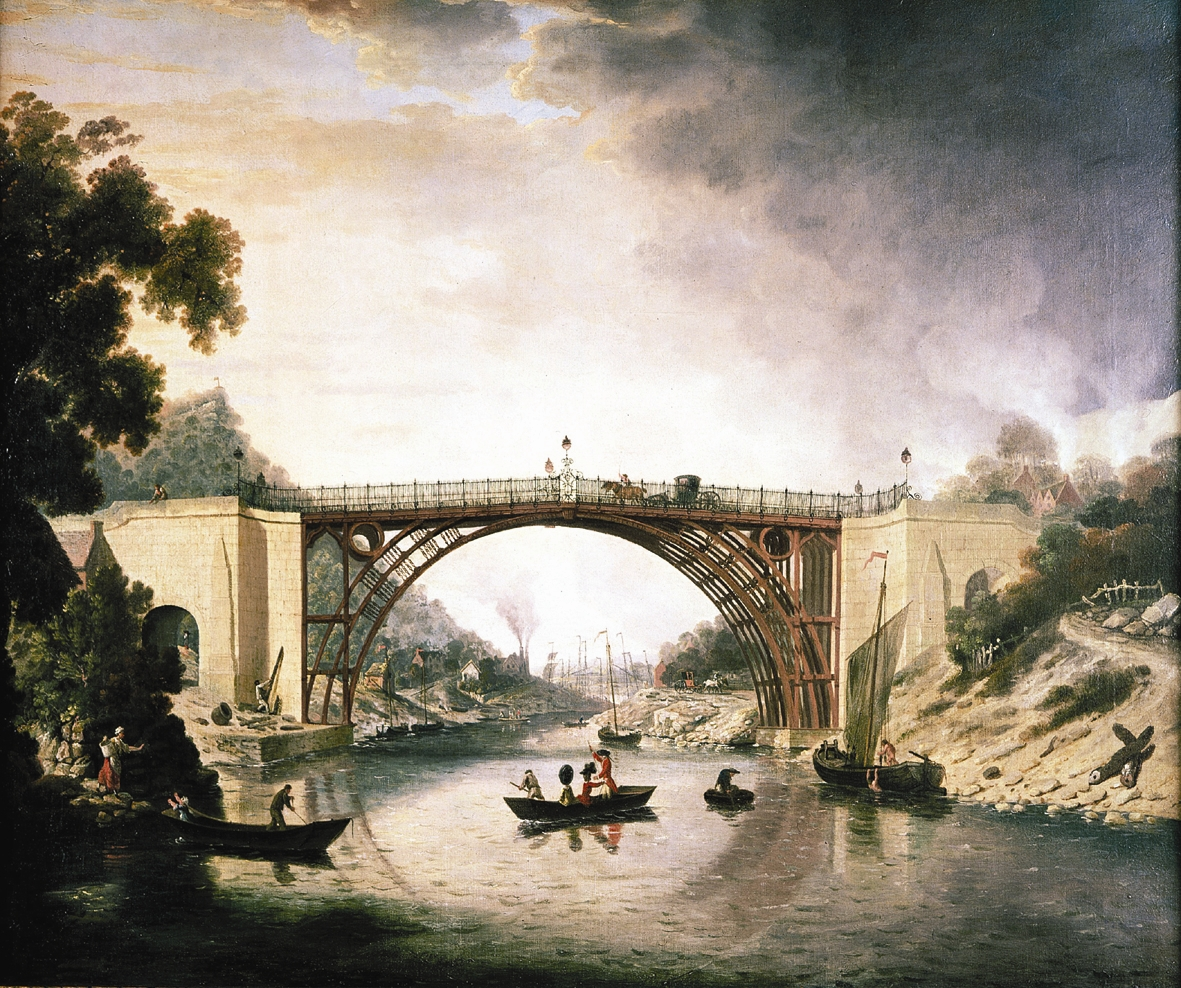
Die Iron Bridge auf einem Gemälde von William Williams (1790)

Bis zum Bau der Brücke waren Fähren die einzige Möglichkeit, die Severn Gorge zu queren, jedoch wuchs die Eisenindustrie im 18. Jahrhundert stark und machte einen zuverlässigeren und schnelleren Weg notwendig. Die Idee einer Eisenbrücke wurde vermutlich ab 1773 entwickelt. Die Idee geht vermutlich auf den ortsansässigen Eisenproduzenten John Wilkinson in Zusammenarbeit mit dem Architekten Thomas Farnoll Pritchard zurück. 1775 schuf Pritchard verschiedene Entwürfe für die Brücke. Abraham Darby III war für den endgültigen Entwurf und die Ausführung verantwortlich, könnte aber auch schon die Idee mitentwickelt haben. Die Konstruktion dauerte nur drei Monate und wurde im Sommer 1779 beendet. Nach anderen Quellen begann der Bau bereits 1777, womit jedoch auch der Beginn der Herstellung der Gussteile gemeint sein könnte.
Da bisher noch keinerlei Erfahrungen aus dem Brückenbau mit Eisen vorlagen, wurden Methoden aus dem Zimmermanns-Handwerk angewandt. Die genauen Vorgänge aus dem Baujahr 1779 sind nicht überliefert. Der erste von zwei Brückenbogen überspannte den Fluss Severn am 2. Juli 1779. Anschließend mussten noch die Zufahrtsstraßen gebaut werden. Die Brücke wurde am Neujahrstag 1781 eröffnet.
Nur wenige Jahre nach der Fertigstellung traten aufgrund von Bewegungen im Fundament Risse im Eisen auf und 1802 musste der steinerne südliche Bogen durch eine temporäre Holzkonstruktion ersetzt werden, an deren Stelle 1820 schließlich ein eiserner Bogen eingesetzt wurde.
Größere Arbeiten am Fundament fanden 1972 statt, nachdem schon 1934 der Straßenverkehr über die Brücke eingestellt wurde und Fußgänger noch bis 1950 Wegegeld zahlen mussten. Seit 1950 ist die Brücke im Besitz des Shropshire County Council.
Im November 2017 stellte die Hermann Reemtsma Stiftung in Hamburg eine Million Euro zur Rettung der Iron Bridge in Shropshire bereit. Zwischen 2017 und 2019 fand eine grundlegende Restaurierung statt, in der die Brücke auch die gegenwärtige rotbraune Farbe erhielt, die sie ursprünglich hatte.

## Museen
Heute sind im Tal des Severn eine Reihe von Museen zu finden, die das Zeitalter der Frühindustrialisierung zum Thema haben. Dazu gehören ein Schmelzofen für Eisen aus dem 18. Jahrhundert, das Blist Hill Open Air Museum mit Ausstellungen zum viktorianischen Zeitalter, das Coalport China Museum (Porzellan), das Rosehill House (Museum über das Alltagsleben des 18. Jahrhunderts) und eine Werkstatt zur Ziegelherstellung. Die Iron Bridge über den Severn und der Museumsverbund sind Ankerpunkt der Europäischen Route der Industriekultur (ERIH).

## Nachbau

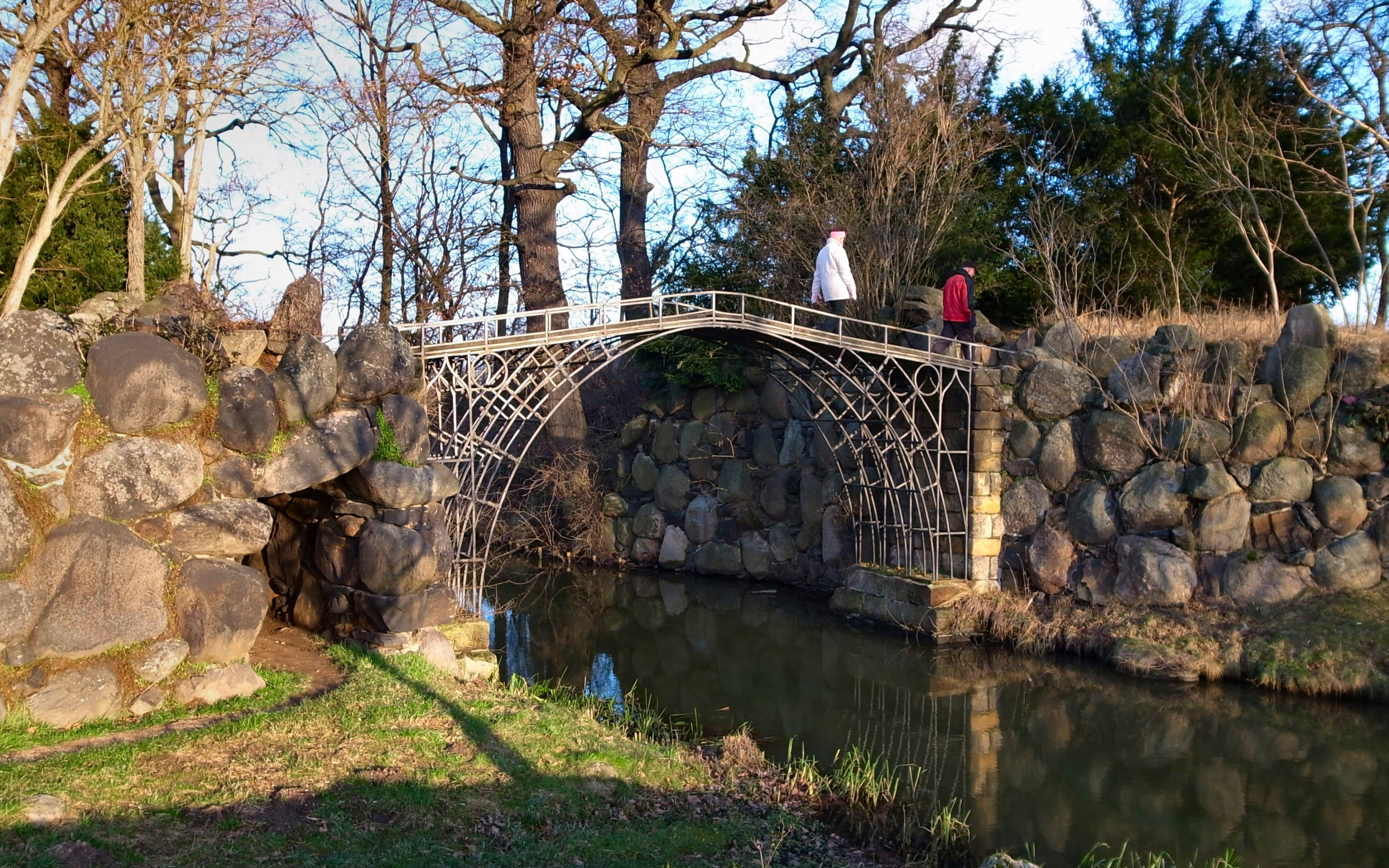
Der Nachbau im Wörlitzer Park

Im ebenfalls zum Welterbe gehörenden Wörlitzer Park bei Dessau wurde 1791 ein verkleinerter Nachbau gebaut. Er ist damit die älteste Gusseisenbrücke des europäischen Festlands.

## Benachbarte Brücken
Etwa drei Kilometer flussaufwärts stand von 1796 bis 1905 Telfords Buildwas Bridge. Auf halbem Weg dazwischen steht die historische Albert Edward Bridge, eine 1863 eröffnete ehemalige gusseiserne Eisenbahnbrücke, und drei Kilometer flussabwärts steht die Coalport Bridge  von 1818.